# 보노
보노(영어: Bono, 1960년 5월 10일 ~ )는 아일랜드의 싱어송라이터로, 록 밴드 U2의 리드 보컬이다.

## 개요
보노는 밥 딜런, 데이비드 보위, 벨벳 언더그라운드의 루 리드 등에서 음악적 영감을 받았다고 알려져 있다.
기부와 자선, 환경 문제 등에 대한 사회 운동으로 유명하여서, 아일랜드 총리는 보노에게 실업 비상대책위원회에 참석해 달라고 요청하기도 했다.

## 특기사항

### 거대부호
이미 수천억원대의 부호였던 보노는 2004년 ‘엘레베이션 파트너스(Elevation Partners)’를 설립했는데. 여기서 2009년 8600만 파운드를 투자해 지분 2.3%를 사들인 벤처가 ‘페이스북(Face book)’이었다.
보노의 자산은 15억 달러로 세계적 팝스타 마돈나, 폴 매카트니를 웃돈다고 한다.

### 조세 회피 행위
패러다이스 페이퍼스를 통해 밝혀진 바에 따르면 보노는 몰타를 경유, 리투아니아의 한 대형 쇼핑몰을 비밀리에 보유했다.

## 서훈
- 2007년 명예 대영 제국 훈장 2등급(honorary KBE, 외국인대상 명예훈장)
 - 자선 활동으로 공로 인정(for charitable services)

## 관련 기사
1. ↑  홍승완ㆍ윤현종 (2015년 9월 2일). “페이스북 투자로 1.7조원 … U2 보노 단숨에 최고 부자 뮤지션 등극”. 《SUPERICH》.
2. ↑  김용진 (2017년 11월 6일). “한국인 200여 명.. 트럼프 측근, 영국 여왕, U2 보노도”. 《뉴스타파》.